# The Labyrinth of Time
The Labyrinth of Time est un jeu vidéo de type Walking simulator développé par Terra Nova Development et édité par Electronic Arts, édité par The Wyrmkeep Entertainment Co., sorti en 1993 sur DOS, Windows, Mac, Linux, Amiga et iOS.

## Accueil
- Adventure Gamers : 2/5[1]
- Joystick : 75 %[2]